# San Jorge, Lagos de Moreno
San Jorge är en ort i Mexiko.   Den ligger i kommunen Lagos de Moreno och delstaten Jalisco, i den centrala delen av landet, 400 km nordväst om huvudstaden Mexico City. San Jorge ligger 1 924 meter över havet och antalet invånare är 337.
Terrängen runt San Jorge är platt åt nordväst, men åt sydost är den kuperad. Terrängen runt San Jorge sluttar västerut. Runt San Jorge är det ganska tätbefolkat, med 56 invånare per kvadratkilometer. Närmaste större samhälle är Lagos de Moreno, 7,6 km väster om San Jorge. Trakten runt San Jorge består till största delen av jordbruksmark.